# Grendelbruch
Grendelbruch is een gemeente in het Franse departement Bas-Rhin (regio Grand Est). De plaats maakt deel uit van het arrondissement Molsheim. Grendelbruch telde op 1 januari 2022 1.224 inwoners.

## Geografie
De oppervlakte van Grendelbruch bedroeg op 1 januari 2022 14,63 vierkante kilometer; de bevolkingsdichtheid was toen 83,7 inwoners per km².

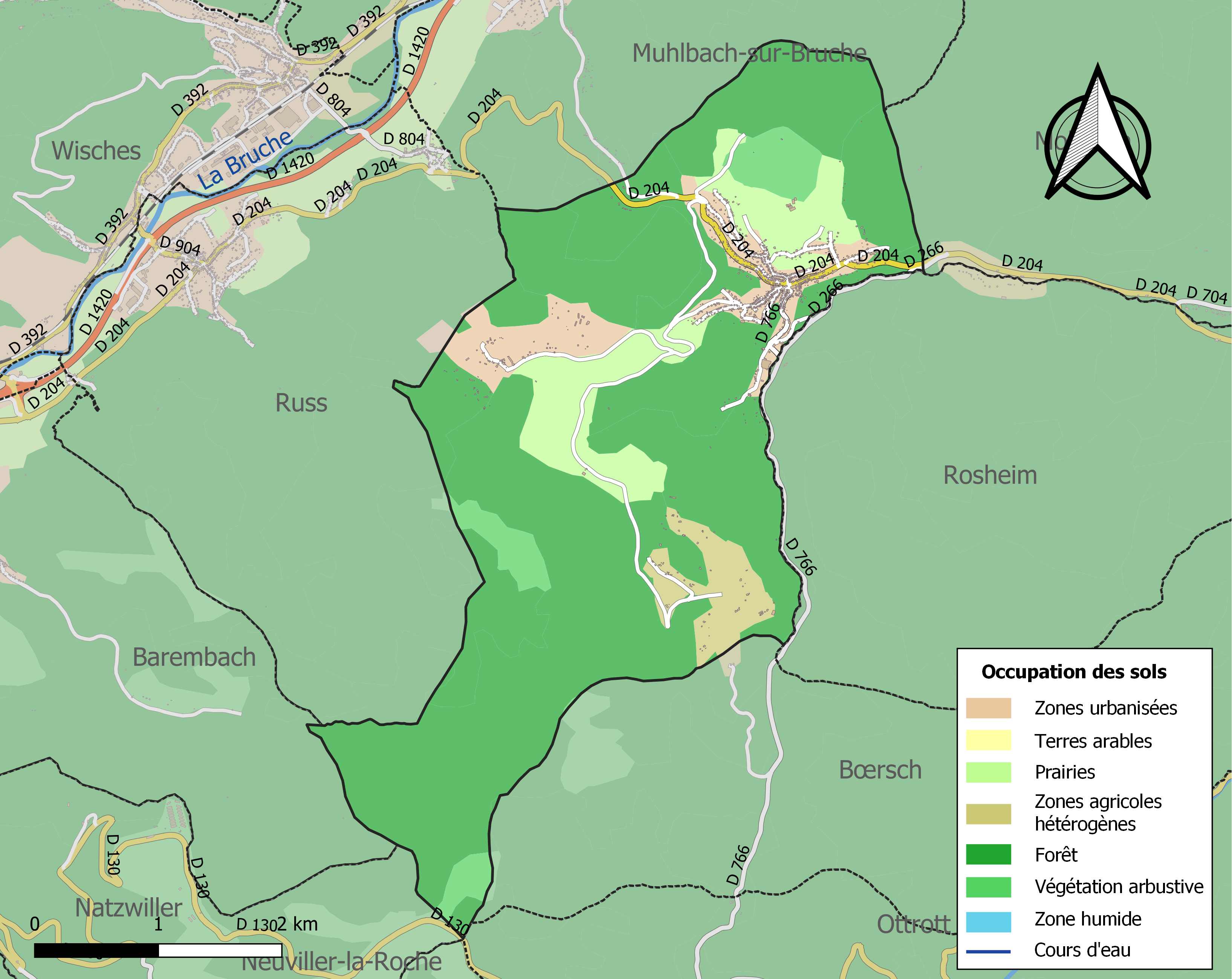
Kaart van de gemeente met de belangrijkste infrastructuur, bodemgebruik en omliggende gemeenten

## Demografie
Onderstaande figuur toont het verloop van het inwonertal (bron: INSEE-tellingen).